# Philippin
Le philippin (filipino) est une des deux langues officielles des Philippines, l'autre étant l'anglais. Le filipino est basé sur le tagalog, une langue qui appartient au groupe malayo-polynésien des langues austronésiennes. Il est parlé comme langue maternelle par 17 millions de personnes et comme langue secondaire par 50 millions de personnes. L'usage a causé la confusion entre les termes filipino et tagalog.
C'est le 13 novembre 1937 que l'Assemblée nationale des Philippines décide de créer un Institut de la langue nationale pour élaborer une langue officielle standard. Le tagalog est choisi parmi les nombreux dialectes des Philippines pour servir de base. Cette langue devient le filipino en 1961 avant de devenir langue officielle en 1973.
Le filipino est très proche du dialecte tagalog parlé dans la région de Manille sur l'île de Luçon. Le vocabulaire est cependant constitué d'un grand nombre de mots empruntés à l'espagnol mais aussi à d'autres dialectes de l'archipel.
L'écriture existait déjà avant la découverte de l'archipel par les Européens. L'alphabet alors utilisé pour écrire du tagalog, le baybayin, ne l'est plus du tout, remplacé par un alphabet de type latin.
À l'origine, l'alphabet philippin comportait 31 lettres, incluant les 26 lettres de l'alphabet latin ainsi que les lettres ñ, ll, rr, ch empruntées à l'espagnol et la lettre ng tagalog. Dans la pratique, ces lettres sont constituées de deux glyphes présents dans les 26 lettres de base. En 1987, l'alphabet est révisé et passe à 28 lettres : seules les lettres supplémentaires ñ et ng sont conservées.
La plupart des Philippins résidant dans les villes parlent le philippin et l'anglais en plus de leur dialecte local. Cela est beaucoup moins vrai dans les zones les plus isolées du pays. L'espagnol a presque disparu et ne survit qu'à travers ses nombreux emprunts. En revanche, l'anglais occupe une place de plus en plus importante, si bien que mélanger des mots anglais et filipino dans une même phrase est devenu une chose courante. On parle alors de taglish (Tagalog + English).